# هجوم طائرة بدون طيار في كراكاس 2018
في 4 أغسطس 2018، فجرت طائرتان بدون طيار متفجرات بالقرب من أفينيدا بوليفار، كاراكاس، حيث كان نيكولاس مادورو، رئيس فنزويلا، يخاطب الحرس الوطني البوليفاري أمام برجي سنترو سيمون بوليفار وبالاسيو دي جوستيسيا دي كاراكاس. وتقول الحكومة الفنزويلية ان الحادث كان محاولة مستهدفة لاغتيال مادورو بالرغم من ان سبب ونوايا الانفجارات محل نقاش. البعض الآخر إعتبر الحادث عملية علم مزيفة صممتها الحكومة لتبرير قمع المعارضة في فنزويلا.

## ردود الأفعال

### المحلية
أشارت الحكومة الفنزويلية إلى الحادث بأنه «هجوم إرهابي». وجاء في بيان صحفي صادر عن الجمعية الوطنية التأسيسية الفنزويلية، كتبه ديوسدادو كابيو، أنهم «يدينون بشدة الهجوم الخسيس والجبان على الرئيس الدستوري لجمهورية فنزويلا البوليفارية» وأن «العمل الإرهابي يظهر يأس وإحباط اليمين الفاشي»، معربا أيضا عن تضامنه مع «الجنود الوطنيين الذين أصيبوا». وأعربت جماعة المعارضة الرئيسية في فنزويلا، جبهة التحرير الفنزويلية، عن ارتباكها إزاء طبيعة الحادث، قائلة إنها لا تستطيع أن تعرف ما إذا كان «هجوما أو حادثا عرضيا أو أي من القصص الأخرى التي يتم نشرها على وسائل التواصل الاجتماعي».